# Vitry-le-François
Vitry-le-François település Franciaországban, Marne megyében. Lakosainak száma 11 349 fő (2022. január 1.). Vitry-le-François Vitry-en-Perthois, Blacy, Frignicourt és Marolles községekkel határos.

## Népesség
A település népessége az elmúlt években az alábbi módon változott:
| Lakosok száma | 16 879 | 18 261 | 17 033 | 15 086 | 13 174 | 12 805 | 12 133 | 11 376 | 11 458 | 11 349 |
|               | 1968   | 1982   | 1990   | 2006   | 2013   | 2015   | 2017   | 2019   | 2020   | 2022   |

## Ismert szülöttjei
- Abraham de Moivre (1667–1754) matematikus
- Étienne-Gabriel Morelly (1717–1778) filozófus